# Back Bay (Boston)
Back Bay ist ein historischer Stadtteil (Neighborhood) der Stadt Boston im Bundesstaat Massachusetts in den Vereinigten Staaten. Gemeinsam mit dem benachbarten Beacon Hill lebten dort im Jahr 2010 27.476 Einwohner. Der Historic District Back Bay ist berühmt für seine viktorianischen Sandsteinhäuser, die als mit am besten erhaltene Beispiele für das städtebauliche Design des 19. Jahrhunderts in den Vereinigten Staaten gelten. Daneben gibt es im Stadtteil viele weitere Gebäude, die aus architektonischer Sicht sehr interessant sind, ebenso wie wichtige kulturelle Einrichtungen wie die Boston Public Library. Das größte Gebäude der Stadt, das Hynes Convention Center, steht ebenfalls im Stadtteil Back Bay.
Vor den im 19. Jahrhundert durchgeführten Landaufschüttungsmaßnahmen befand sich an der Stelle des heutigen Stadtteils eine tatsächliche Bucht. Heute ist der Stadtteil gemeinsam mit Beacon Hill eine der teuersten Bereiche in ganz Boston.

## Geografie

### Ausdehnung des Stadtgebiets
Nach Angaben der Neighborhood Association of the Back Bay verlaufen die Grenzen des Stadtteils wie folgt:
- Norden: Charles River
- Osten: Der Abschnitt von der Arlington Street bis zum Park Square
- Süden: Die Strecke von der Columbus Avenue bis zu den Gleisen der New York, New Haven and Hartford Railroad am Copley Place, Huntington Avenue, Dalton Street und Massachusetts Turnpike
- Westen: Charlesgate East

### Stadtgliederung
Ein wenig bekannter Distrikt in Back Bay ist St. Botolph bzw. formal Saint Botolph Architectural Conservation District. Das Gebiet erstreckt sich von Nord nach Süd von der Huntington Avenue bis zum Southwest Corridor und von West nach Ost von der Massachusetts Avenue bis zur Harcourt Avenue. In diesem Distrikt befinden sich fast ausschließlich Sandsteinhäuser.

## Geschichte

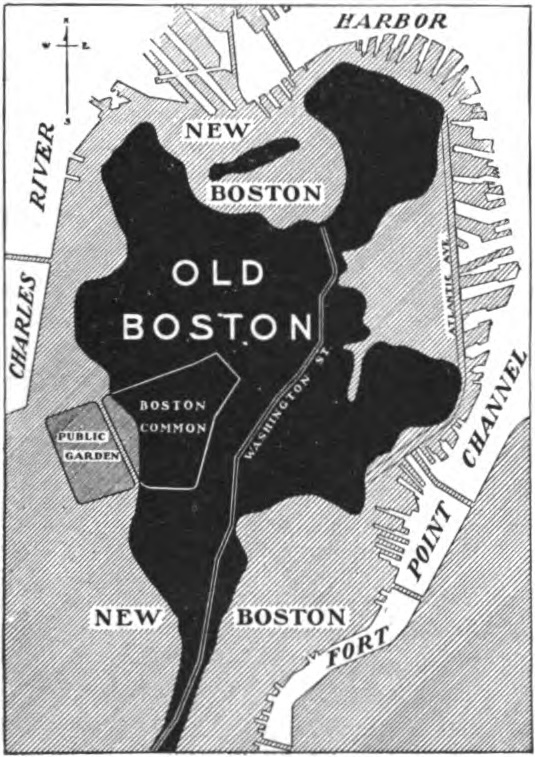
Auswirkungen der Landaufschüttungen auf die Fläche von Boston

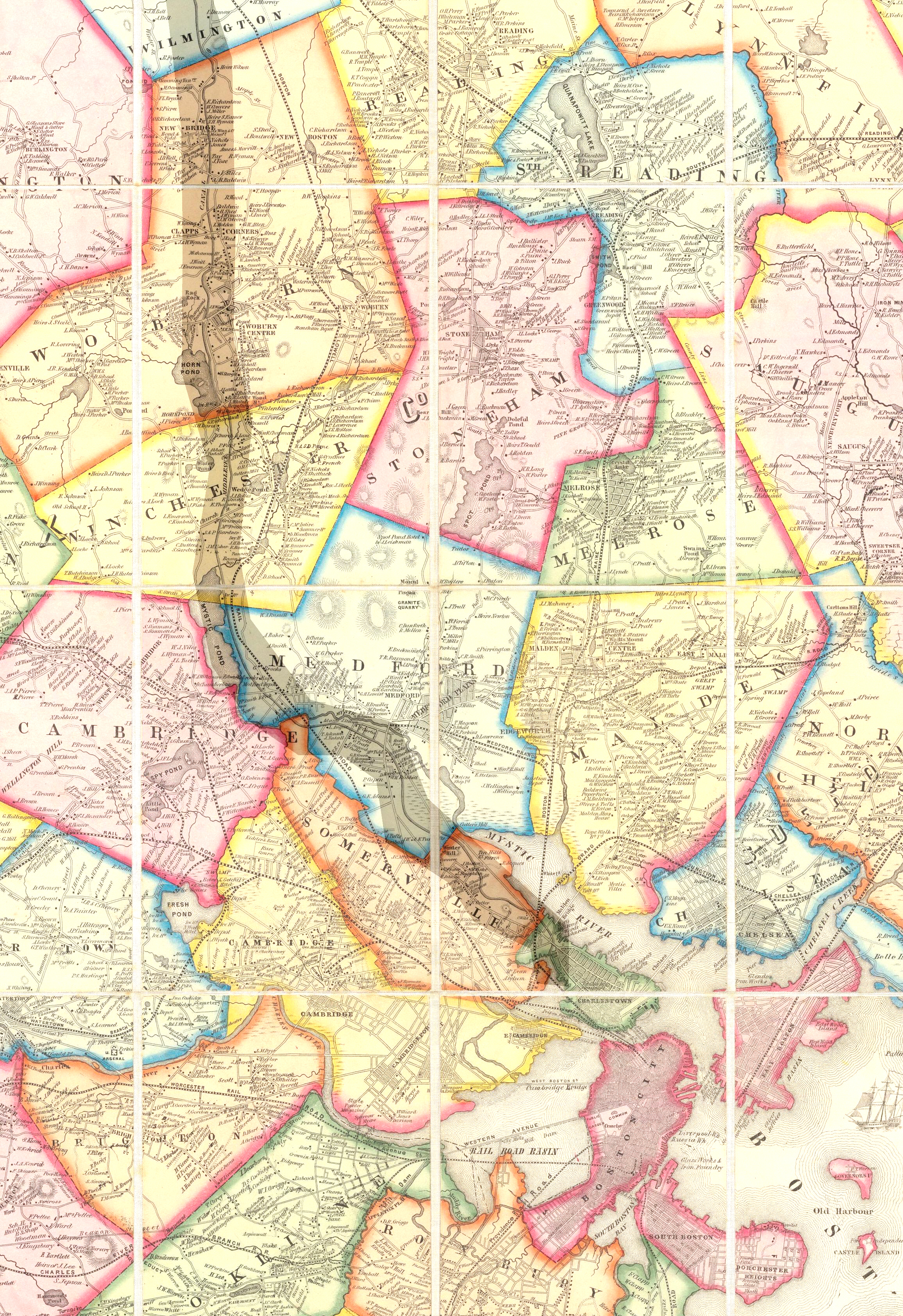
In dieser Karte aus dem Jahr 1852 ist Back Bay noch Teil des Charles River

Vor der Durchführung von Landgewinnungsprojekten im 19. Jahrhundert war Back Bay eine Bucht im Westen der Shawmut-Halbinsel, an der gegenüberliegenden Seite des Boston Harbor zwischen Boston und Cambridge, in die der Charles River aus westlicher Richtung mündete. Die Bucht unterlag den Gezeiten, so dass der Wasserstand täglich mehrere Fuß schwankte und die Bucht bei Ebbe in eine Sumpflandschaft verwandelte. Bereits vor 5.200 Jahren bauten an dieser Stelle Indianer ihre Fischwehre, deren Überreste im Zuge der Bauarbeiten für die Bostoner U-Bahn im Jahr 1913 entdeckt wurden.
Im Jahr 1814 wurde die Boston and Roxbury Mill Corporation damit beauftragt, einen Staudamm zu errichten, um dadurch einen Mühlenteich abzugrenzen. Der Damm sollte daneben auch als Mautstraße dienen, die Boston mit Watertown unter Umgehung des Boston Neck verband. Nach einigen Jahren des Betriebs begann man schließlich 1857 mit einem groß angelegten Projekt zur Auffüllung des vom Damm eingeschlossenen Bereichs, um neues Bauland zu gewinnen.
Dazu wurden 6 mi (9,66 km) Schienenwege von Steinbrüchen in Needham bis zur Baustelle verlegt, auf denen Züge mit jeweils 35 Waggons 16 Mal pro Tag pendelten und Schotter sowie weiteres Füllmaterial lieferten. William Dean Howells schrieb über die Bauarbeiten, dass „die Straßen von Back Bay mit ihren hohlen Fundamenten bereits auf der neu geschaffenen Landfläche existierten, während die Züge immer noch weiteres Material anlieferten.“ Die Landgewinnungsmaßnahmen für das heutige Back Bay waren 1882 abgeschlossen, während das Gesamtprojekt das Festland am heutigen Kenmore Square 1890 erreichte und mit den Back Bay Fens 1900 fertiggestellt wurde. Der frühere Damm befindet sich heute begraben unter der Beacon Street.
Die Fertigstellung des Charles River Dam im Jahr 1910 machte aus der Mündung des Charles River einen Süßwassersee. Der Park Charles River Esplanade wurde errichtet, um das verbesserte Potenzial des Flusses zur Naherholung zu nutzen. Seitdem wurde der Park mehrfach umgestaltet, unter anderem durch den Bau des Storrow Drive.

## Kultur und Sehenswürdigkeiten

### Straßenverlauf und Bauwerke

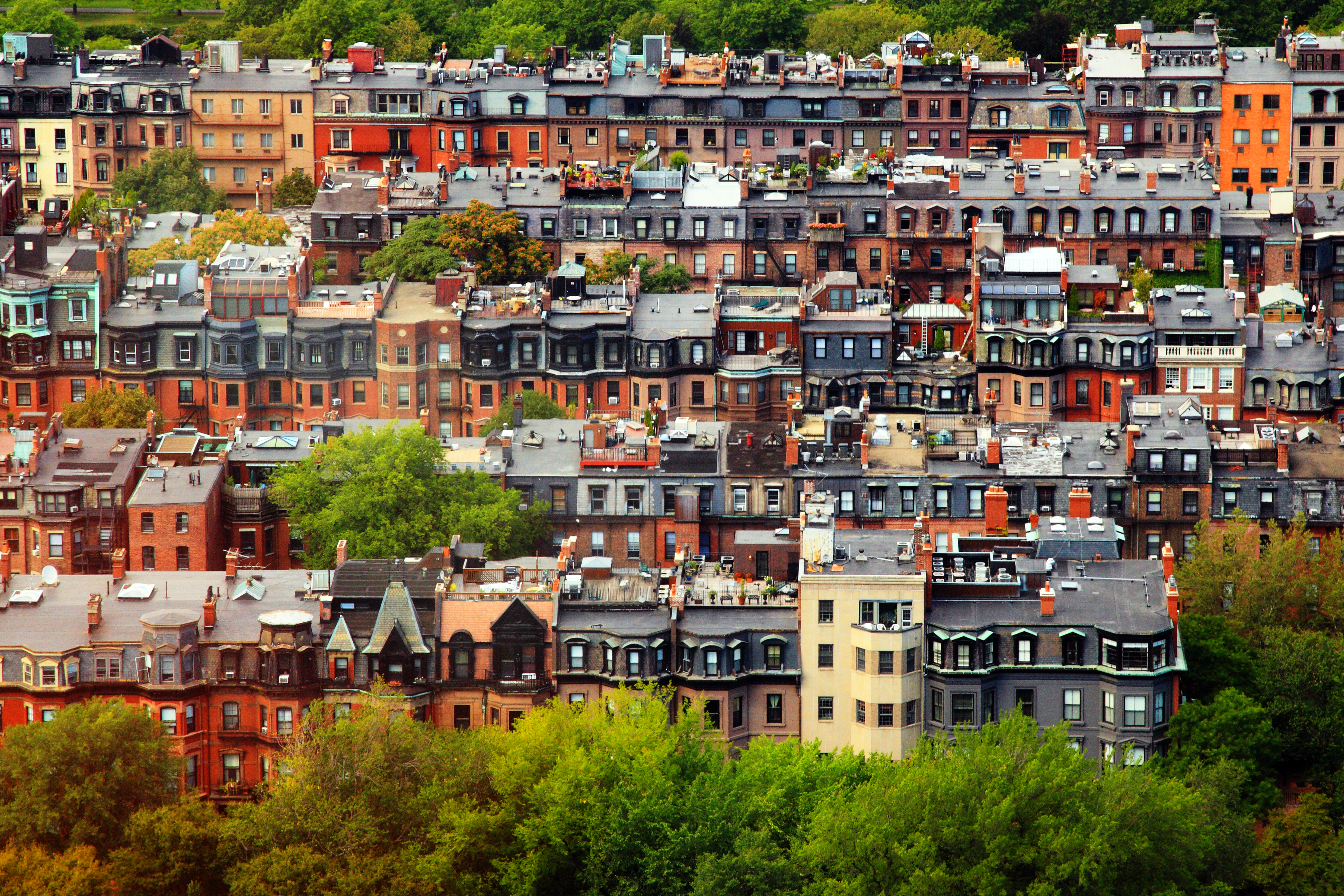
Die das Stadtbild bestimmenden Sandsteinhäuser in der Back Bay

Die Konzeptionierung des Stadtteils wurde von Arthur Gilman erstellt, der für das Unternehmen Gridley James Fox Bryant arbeitete. Er ließ sich dabei durch die von Georges-Eugène Haussmann durchgeführte Renovierung von Paris inspirieren, die breite, parallel verlaufende und mit Bäumen gesäumte Alleen vorsah, wie sie bisher in keinem anderen Stadtteil von Boston zu sehen waren.
Daher gibt es in Back Bay fünf Ost-West Korridore: Beacon Street, Marlborough Street, Commonwealth Avenue, Newbury Street und Boylston Street. Diese werden in regelmäßigen Abständen durch von Nord nach Süd verlaufende Straßen unterbrochen: Arlington (entlang der westlichen Grenze des Boston Public Garden), Berkeley, Clarendon, Dartmouth, Exeter, Fairfield, Gloucester und Hereford. Alle außer der Commonwealth Avenue sind Einbahnstraßen.
Einschränkungen wie bspw. Vorgaben in Bezug auf Baugrenzen erzeugten auf den aufgefüllten Flächen der ehemaligen Bucht ein harmonisches Bild von drei- und vierstöckigen Häuserreihen aus Sandstein, die bis heute vorwiegend als Wohnhäuser genutzt werden – allein an der Newbury Street stehen viele kommerziell genutzte Häuser. Der Stadtteil wurde in das National Register of Historic Places aufgenommen und wird als eines der am besten erhaltenen Beispiele für die Stadtarchitektur des 19. Jahrhunderts in den Vereinigten Staaten angesehen.
Im Jahr 1966 wurde die Back Bay Architectural Commission eingesetzt, um Änderungen an den Fassaden der Häuser im Stadtteil zu regulieren und zu kontrollieren, damit „das Erbe der Stadt Boston durch das Verhindern von Zerstörungen bewahrt wird“.
Seit den 1960er Jahren beeinflusste das Bostoner Konzept des High Spine im Zusammenspiel mit Bebauungsplänen, die den Bau von Hochhäusern entlang des Massachusetts Turnpike erlaubten, die Entwicklung von Großprojekten in der Stadt.

#### Copley Square
Am Copley Square stehen neben der Trinity Church die Boston Public Library, der John Hancock Tower und weitere bemerkenswerte Gebäude:
- Das erste monumentale Bauwerk am Copley Square war das ursprüngliche Gebäude des Museum of Fine Arts. Die Bauarbeiten begannen 1870 und das Gebäude eröffnete 1876, wobei ein großer Teil der Ausstellungsstücke aus der Kunstsammlung des Boston Athenæum stammte. Das rote, im Stil des Gothic Revival gehaltene Gebäude wurde jedoch abgerissen und als Fairmont Copley Plaza Hotel im Jahr 1912 neu errichtet.
- Das von McKim, Mead, and White entworfene Gebäude der Boston Public Library (1888–92) ist ein führendes Beispiel der Beaux-Arts-Architektur in den Vereinigten Staaten und sollte ein „Palast für das Volk“ sein. Der Baedeker-Reiseführer aus dem Jahr 1893 bezeichnet es als „ehrwürdig und beeindruckend, einfach und schulmeisterlich“, sowie als einen „würdigen Nachbarn [...] zur Trinity Church“. Zu dieser Zeit war die Bibliothek mit 600.000 Büchern die größte öffentliche Literatursammlung der Welt.
- Die Old South Church oder auch New Old South Church (1872–1875) befindet sich an der Adresse 645 Boylston Street gleich gegenüber der Boston Public Library. Sie wurde durch das Bostoner Architekturbüro Cummings and Sears im Venetian-Gothic-Stil entworfen, der den Regeln des britischen Sozialphilosophen und Architekturkritikers John Ruskin (1819–1900) folgt, die er in seinem Aufsatz The Stones of Venice beschreibt. Die Old South Church ist ein wichtiges Beispiel für Ruskins Einfluss auf die US-amerikanische Architektur.
- Schließlich ist die Trinity Church zu nennen, die von 1872 bis 1877 gebaut und von Henry Hobson Richardson entworfen wurde.
- Im Zeitablauf gab es in Back Bay bislang insgesamt drei verschiedene Gebäude mit dem Namen Hancock Building:
  - Das erste Gebäude war das 1922 von Parker, Thomas & Rice entworfene Stephen L. Brown Building.
  - Ihm folgte 1947 das von HDB/Cram and Ferguson entworfene The Old John Hancock Building, das bis zum Bau des Prudential Tower das höchste Gebäude in Boston war.
  - Im Jahr 1972 entwarf schließlich I. M. Pei den John Hancock Tower, der mit 60 Stockwerken das höchste Gebäude in ganz Neuengland war. Er besitzt eine dunkelblau reflektierende Glasfassade und einen Grundriss in Form eines schmalen Parallelogramms. Der Architekt Donlyn Lyndon, der von den späten 1960er bis in die frühen 1970er Jahre die Architekturabteilung des MIT leitete, bezeichnete eine frühe Pressemitteilung der Eigentümer des Turms als „Frechheit“, in der behauptet wurde, das Gebäude reflektiere den architektonischen Charakter des Stadtteils. Lyndon jedoch war der Ansicht, der Turm sei „nihilistisch, überheblich, auf elegante Weise unverschämt, aber nicht niveaulos“.[14]

#### Weitere bekannte Gebäude
- Der 52-stöckige Prudential Tower war 1964 eine Perle des Stadtbilds, wird aber heute von einigen Kritikern als „hässlich“ angesehen.[14] Obwohl der Turm selbst nur wenig architektonischen Ruhm erlangte, wurde das Prudential Center im Jahr 2006 mit dem Award for Best Mixed Use Property des Urban Land Institute ausgezeichnet.[15] An der Rückseite des Gebäudes befindet sich das Colonnade Hotel aus dem Jahr 1971.
- Das 2002 errichtete, 36-stöckige Gebäude mit dem Namen 111 Huntington Avenue steht auf Platz 8 der höchsten Gebäude in Boston. Es besitzt einen gläsernen Wintergarten auf dem Dach sowie einen 1,2 Acres (4.856 m²) umfassenden Garten und belegte den dritten Platz des Emporis Skyscraper Awards 2002.[16]
- Die von Arthur Gilman im Jahr 1861 entworfene Arlington Street Church wurde von der Londoner Kirche St. Martin-in-the-Fields inspiriert und war die erste Kirche, die auf dem aufgefüllten Boden gebaut wurde.
- Das aus dem Jahr 1905 stammende und 1988 restaurierte Berkeley Building von Codman and Despradelle zeichnet sich durch eine weiße Terracotta-Fassade im Stil der Beaux-Arts-Architektur auf einem Stahlgerüst aus.
- Das Gibson House Museum aus dem Jahr 1860 ist noch fast im Originalzustand erhalten.
- Die 1894 errichtete und 1904 erweiterte Kirche The First Church of Christ, Scientist ist der zentrale Bestandteil des Christian Science Plaza.
- Der Saint Clement Eucharistic Shrine wurde 1922 gebaut.
- Die in den Jahren 1865 bis 1867 von Richard M. Upjohn gebaute Church of the Covenant ist eine aus Gesteinskonglomerat bestehende Kirche der Presbyterian Church (U.S.A.) im Gothic-Revival-Stil.

## Wirtschaft und Infrastruktur

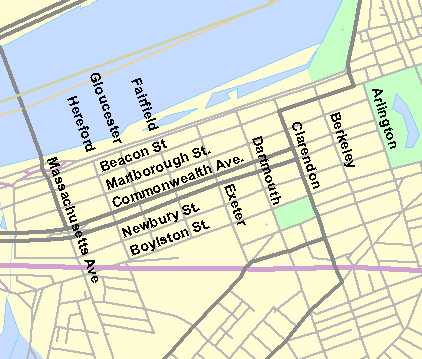
Die Hauptstraßen in Back Bay

Insbesondere auf der Newbury und Boylston Street, aber auch im Prudential Center und in den Malls am Copley Place gibt es in Back Bay viele Boutiquen und Einkaufsmöglichkeiten. Rund um das Hynes Convention Center gibt es viele Hotels, darunter das Lenox, das Colonnade und das Fairmont.

### Verkehr
Am Copley Square sowie an der MBTA-Station Back Bay halten Buslinien des öffentlichen Nah- und Fernverkehrs. Darüber hinaus kann an den Haltestellen Arlington, Copley und Hynes Convention Center die Green Line genutzt werden. Auch die Orange Line hält an der Station Back Bay, von wo auch Amtrak- und Pendlerzüge abfahren.

### Bildung

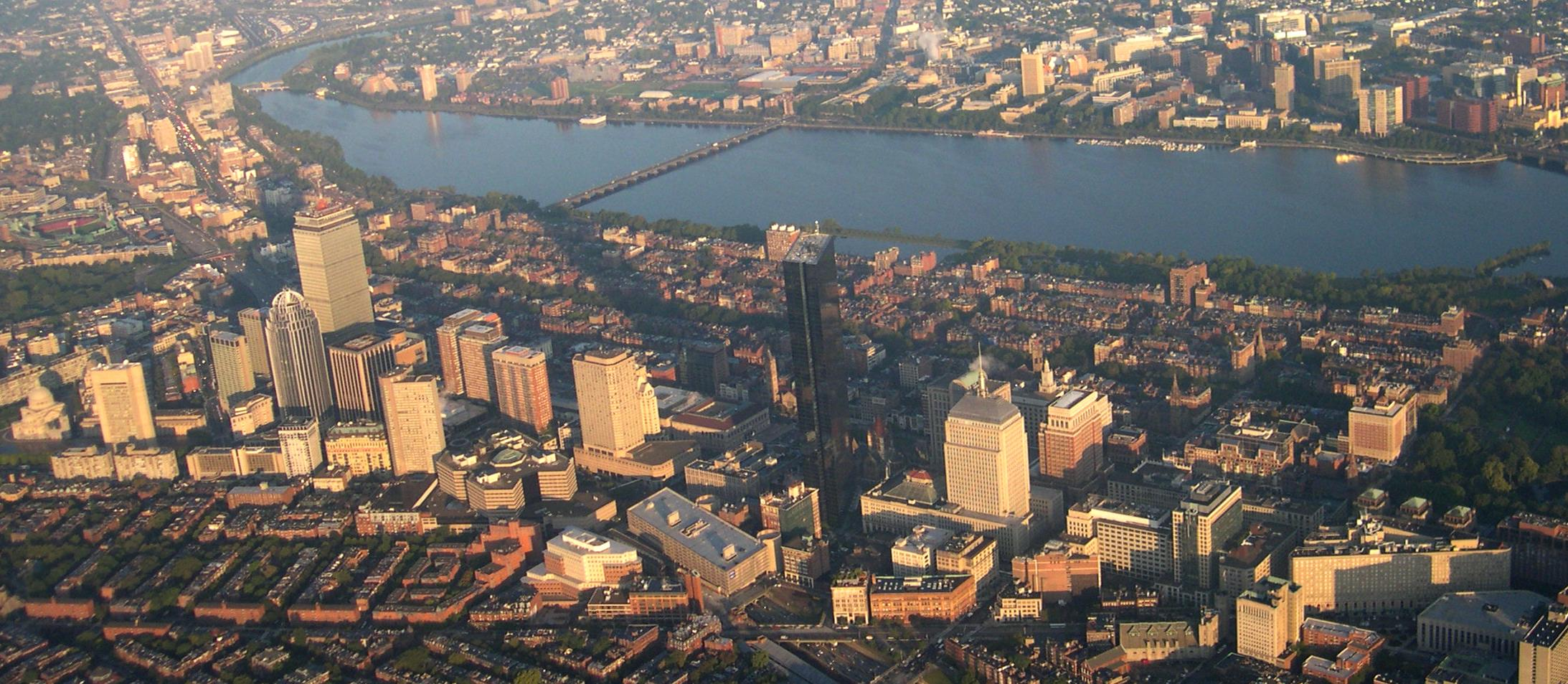
Luftbild der Wolkenkratzer des High Spine in Back Bay, darunter das Prudential Center und der John Hancock Tower

In der Vergangenheit war der Stadtteil Back Bay Standort einiger der führenden Einrichtungen in Boston, die jedoch aufgrund von zusätzlichem Platzbedarf mittlerweile umgezogen sind. Andere, kleinere Kultur- und Bildungseinrichtungen bereichern bis heute den Stadtteil.
Die Kunstsammlung des Museum of Fine Arts, Boston befand sich von 1876 bis 1909 am Copley Square, bevor sie in ihre heutigen, weitaus größeren Räume im Stadtteil Fenway–Kenmore gebracht wurde.
Der heutige Standort des Newbury Building wurde von 1866 bis 1939 vom Rogers Building des MIT belegt. In unmittelbarer Nähe befand sich ein kleineres Gebäude der Boston Society of Natural History. Die Boston Society of Natural History wurde schließlich zum Museum of Science und zog in den 1950er Jahren in ihr heutiges Gebäude auf dem Charles River Dam. Das ursprüngliche Museumsgebäude entging als einziges Bauwerk des Blocks den Abrissarbeiten und steht bis heute.
Das Emerson College, das seit den 1990er Jahren im Zentrum von Boston angesiedelt ist, war zuvor über mehrere Gebäude in Back Bay verteilt. Heute noch im Stadtteil ansässig sind das Berklee College of Music sowie das Boston Architectural College. Die 1845 gegründete New England Historic Genealogical Society ist die älteste und größte genealogische Gesellschaft der Vereinigten Staaten und hat ihren Sitz ebenfalls in Back Bay, ebenso wie das Goethe-Institut und die Alliance Francaise.